# Данилівка (Фастівський район)
Дани́лівка — село в Україні у Фастівському (до 2020 Васильківському) районі Київської області. Колишній рган місцевого самоврядування — Данилівська сільська рада. Населення становить 3 600 осіб.

## Географія
На краю села протікає річка Бобриця, яка відділяє село Данилівка від села Кожухівка озером Везівка та яром який розтянувся майже на 2 кілометри.Також вздовж села тягнеться яр.

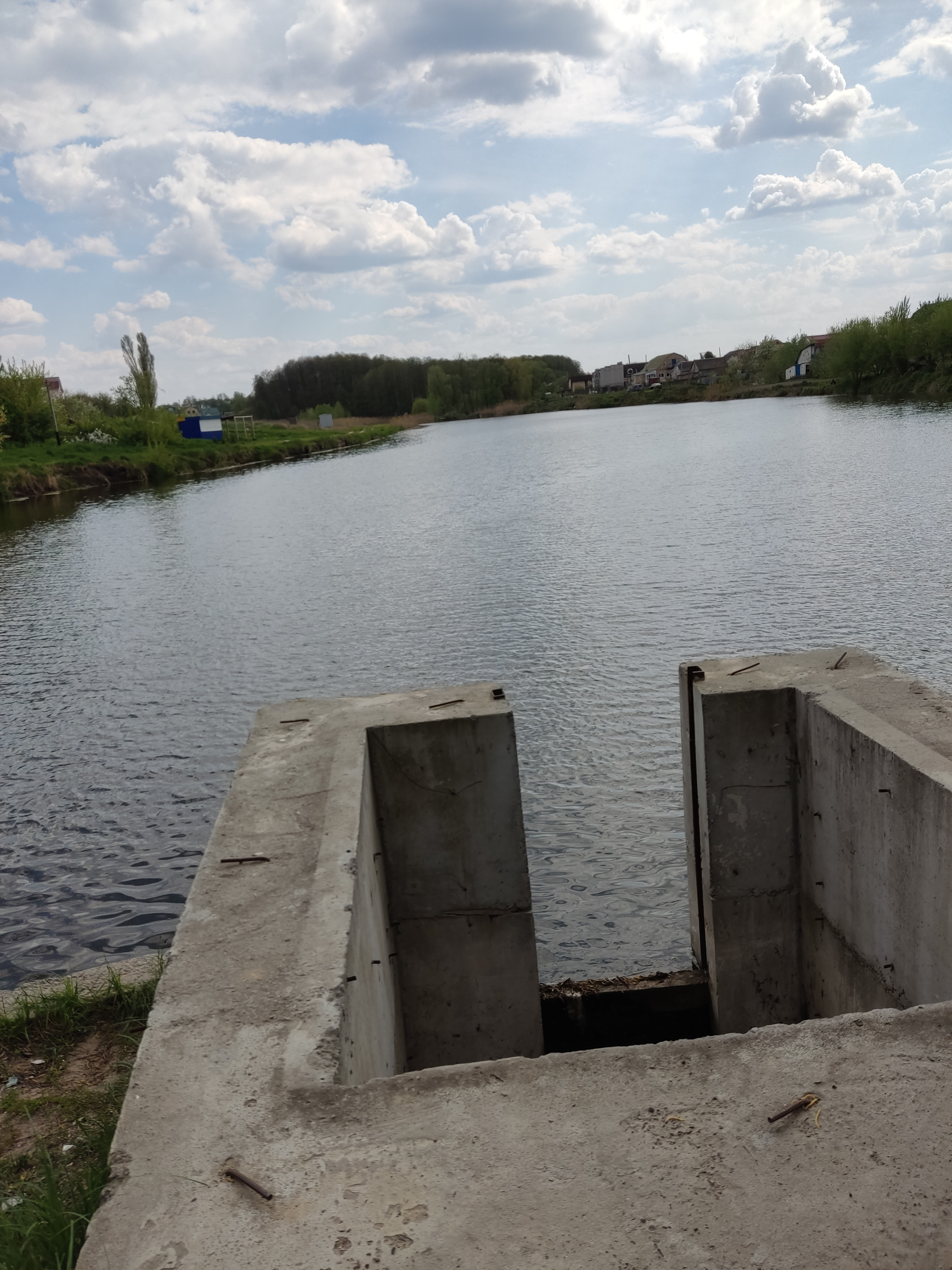
Озеро Везівка яке є частиною річки Бобриця.

## Історія

### Раннє Середньовіччя
Першими поселенцями в цьому краї були племена полян та русичів. На початку другого тисячоліття в Данилівці стояла православна церква. У 1667 році її спалили поляки. Пам′ять про церкву зберігається у назві кутка села «Церковище».

### Пізнє Середньовіччя
З літопису відомо, що у 1242 році село називалось Данилов Град. У 1242—1245 роках князь галицький Данило Романович поставив по річці Бобриця дерев'яну фортецю та поселив 70 стражників, які охороняли Київ від монголо-татарської орди. Ця споруда майже 20 років була надійним захистом, доки не знайшовся зрадник, яким був син Данила Галицького Лев.[джерело?]
У 1245—1247 роках італійський монах Плано Карпіні — перекладач Папи Римського Інокентія ІІІ — двічі побував у Данилівці. Тут він проводив перемовини з монголо-татарами. У дорозі він захворів, тому прожив у селі 10 днів.

### Козаччина
У другій половині XVII століття людей приєднали до Забірської парафії Миколаївської церкви. На схід від Бобриці насипали гору, й поляки, які захищались від нападу ворогів з боку Києва, над болотом звели бастіони.
У 1636 році Данилівка разом із Солтанівкою були продані Яном Солтаном за 9000 польських злотих Стефану Аксаку — київському судді.
Після вигнання поляків були поновленні права власності монастирів на землю та майно. Тому і Данилівка за часів Богдана Хмельницького була віддана у власність Києво-Михайлівському монастирю. Це підтверджено універсалом гетьмана Мазепи від 22 серпня 1699 року.
У 1760—1765 роках Василь Новосельцев робив перепис населення, згідно з яким у Данилівці була 31 хата  (5 років переписував 31 хату!), де мешкало 70 осіб. Топографічні замальовки Боплана відтворюють добробут, культуру, архітектуру села — на них зображені мешканці, вулиці, хати, одяг.[джерело?]

## Новітній час
З 1917 року — у складі УНР. З квітня 1918 року село увійшло до Української Держави Гетьмана Павла Скоропопадського. З 1921 року — стабільний комуністичний режим.
1918 року місцевий мешканець Харлам Гончаренко організував комсомольський осередок у с. Порадівка. Колаборанти Михайло Петров та Харлам Гончаренко були в загоні Олександра Пархоменка, що дислокувався поблизу Білої Церкви, згодом — в загоні Миколи Щорса й брали участь у численних боях громадянської війни проти української влади. Після Жовтневого перевороту селом проходили денікінці, війська УНР та ін.
У 1919 р. поблизу Данилівки громив денікінців Ян Борисович Гамарник — голова Київського губернського виконавчого комітету.
1920 в Данилівці створено комнезам ім. Леніна. Першим його головою обрано Петра Верещака.

### Голодомор 1932-1933 років
1930 року в селі організовано колгосп «13-річчя Жовтня». Селяни в колгоспи віддавали свій реманент і худобу, працювали безоплатно. Заможних селян розкуркурювали. Їхні хати розбирали і будували клуби. Так, у 1931 році було розкуркулено родини Верещаків та Мизюків, а Мусія Верещака вислано за Урал. У період Голодомору 1932—1933 років від голоду померло понад 600 мешканців Данилівки. На знак глибокої пошани і поваги до цих людей на першому кладовищі є пам′ятники, де викарбувані імена, яких організатори колгоспів убили голодом, а на кладовищі № 2 — меморіальний комплекс: простягнуті із землі руки тримають буханець хліба.
Коли в країні зародився стаханівський рух, його підтримали й селяни Данилівки, серед них: Варвара Самійлівна Сперкач, Олена Яківна Гончаренко, Ярина Іванівна Свинченко. Багато колгоспних ланок Данилівки, Кожухівки, Липового Скитка змагалися за одержання врожаю картоплі 400—500 центнерів з гектара. Зачинатилем руху за рекордні врожаї була ланка Софії Максимівни Халаїм з колгоспу ім. Когановича (Липовий Скиток), яка тоді зібрала по 700—800 центнерів з гектара. За цей рекорд Софія Халаїм була нагородженно орденом Леніна — першим орденом Леніна у Данилівці. Пізніше вона працювала головою Данилівської сільської ради, обиралась неодноразово депутатом сільради. У 1941—1945 роках під час німецько-радянської війни біля Данилівки діяв партизанський загін під керівництвом Бондаренка. Це був один із підрозділів партизанського загону ім. Федорова, у якому, крім С. М. Халаїм, воювало багато місцевих мешканців. За голову С. М. Халаїм окупанти призначили винагороду в 5 000 райхсмарок та корову. Надія Іванівна Верещак 7 разів уникала відправки до Німеччини, а у листопаді 1943 році, коли село було реокуповано, Надія Іванівна вступила до лав Червоної армії. У складі зенітного підрозділу вона забезпечувала наступ радянських військ, про що йдеться в документалному фільмі «Міст через Віслу».
Односельці пишаються подвигами своїх земляків — Василя Петровича Неди, Петра Федоровича Мельника та Героя Радянського Союзу Петра Понежди. Меланія Сергіївна Битько та Парасковія Єрмолаївна Орехівська з Данилівки в роки війни переховували радянських бійців, а потім допомогли їм дістатися партизанів. Олександр Семенович Щербак зберіг під час німецької окупації штамп і печатку Данилівської сільради.
Не повернулися додому з фронтів німецько-радянської війни 311 односельців. Їхні імена викарбувані на пам′ятнику у Данилівці. Шануються та оберігаються селянами могили Невідомого солдата, воїнів-визволителів села: Шарова, Єремчука, Луценка, гайдарівців, Героя Радянського Союзу льотчика Романенка.
За відбудову села у повоєнні роки узялися всі мешканці села. 1 лютого 1959 року на базі колгоспів сіл Кожухівка, Данилівка, Липовий Скиток та інших у селищі Калинівка було створено радгосп «Кожухівський». У Данилівці був відділок, який спеціалізувався на рослиництві і твариництві. У відділку в селі досягли високих показників: ланкова М. С. Коляда, керуючий В. М. Лавренчук — у вирощуванні картоплі (майже 300 центнерів з гектара), завідувач ферми Л. Ф. Новосад та О. М. Комар — у надоях молока. Доярка Марія Олександрівна Попок подолала п′ятитисячний рубіж з надоїв молока, за що удостоєна високих урядових нагород.
У 1970-х роках у селі почала діяти художня самодіяльність, якою керував аматор сцени, заступник директора школи, краєзнавець Василь Миколайович Сова. 1972 року танцювальний колектив «Данилівські парубки», яким керував Петро Филимонович Калініченко став лауреатом фестивалю самодіяльного мистецтва.

## Пам'ятки
Пам'ятний знак на честь воїнів добровольчої козацької роти спецпризначення імені Тараса Шевченка (Київський козацький полк ім. Т. Шевченка) 
З місця, де встановлено монумент, на початку липня 2014 року добровольці, після проходження вишколу, вирушали у зону проведення АТО на захист українсько-російського кордону в Донецькій області. 
В селі збереглися вали фортеці XVII століття.

## Джерело
- Данилівська ЗОШ І-ІІІ ступенів [Архівовано 11 червня 2019 у Wayback Machine.]
- https://who-is-who.ua/main/page/msukuivshuna11/49/539 [Архівовано 7 грудня 2019 у Wayback Machine.]
- Данилівка (Фастівський район) // Облікова картка на офіційному вебсайті Верховної Ради України.